# Žito
Žito (Secale) je rod jednoděložných rostlin z čeledi lipnicovitých (Poaceae) s přibližně 12 druhy. Kulturní druh, žito seté, je obilnina pěstovaná na polích za účelem zisku zrna, ze kterého se vyrábí potraviny pro lidi a krmiva pro zvířata. Pěstuje se též jako pícnina či meziplodina. Společně s pšenicí, kukuřicí a ječmenem je to jedna z nejrozšířenějších obilnin nejenom v mírném pásu; na rozdíl od pšenice je ale o trochu odolnější, takže snese i pěstování ve vyšších polohách. Zrno se používá na chlebovou mouku, jako náhražka kávy (melta), k výrobě perníků, jako krmivo či se z něho vyrábí alkohol (gin). Žito obsahuje lepek. Křížením žita a pšenice vznikl mezidruhový kříženec tritikále zvaný žitovec. Žito není opylováno hmyzem, ale větrem.
Starší český název žita je rež, často se s ním lze setkat ve formě přídavného jména režný.